# Sindrome di Lev-Lenègre
Per  sindrome di Lev-Lenègre  in campo medico, si intende l'insieme di sintomi e segni clinici riguardanti un'anomalia autosomica dominante del ritmo cardiaco dove si mostra una fibrosi idiopatica e calcificazione del sistema di conduzione elettrico del cuore.